# جورج تيت
جورج تيت (بالفرنسية: Georges Tate)‏ هو مؤرخ فرنسي، ولد في 26 فبراير 1943 في فيجنو سور سين في فرنسا، وتوفي في 5 يونيو 2009 في جوني في فرنسا.